# Lesnice
Lesnice är en ort i Tjeckien.   Den ligger i regionen Olomouc, i den östra delen av landet, 180 km öster om huvudstaden Prag. Lesnice ligger 280 meter över havet och antalet invånare är 593.
Terrängen runt Lesnice är kuperad västerut, men österut är den platt. Lesnice ligger nere i en dal.Runt Lesnice är det ganska tätbefolkat, med 134 invånare per kvadratkilometer. Närmaste större samhälle är Šumperk, 9,3 km norr om Lesnice. Trakten runt Lesnice består till största delen av jordbruksmark.